# Dafen

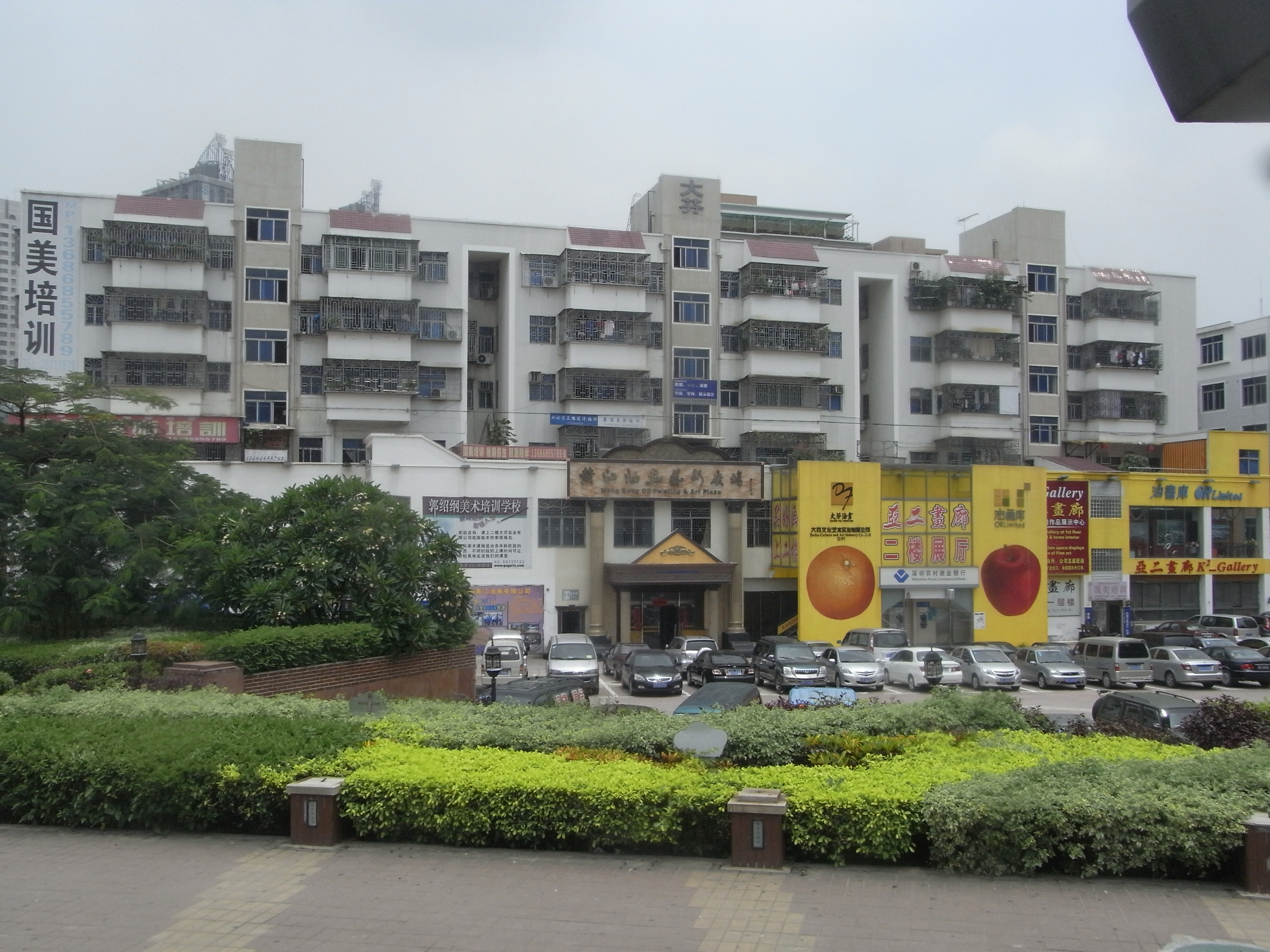
Buji-Straße in Dafen

Dafen (chinesisch 大芬社区, Pinyin Dàfēn shèqū) ist eine Einwohnergemeinschaft des Straßenviertels Buji im Stadtbezirk Longgang der bezirksfreien Stadt Shenzhen in der südchinesischen Provinz Guangdong. Es entwickelte sich innerhalb weniger Jahre zur weltweit größten Werkstatt für kopierte Ölgemälde.

## Das Künstlerdorf Dafen
Da die Einwohnergemeinschaft Dafen aus dem ehemaligen „Dorf Dafen“ (大芬村) der ehemaligen Großgemeinde Buji hervorgegangen ist, wird es nach wie vor oft als Dorf (chines. cun) bezeichnet. Buji liegt nur sieben Kilometer von Hongkong entfernt. Es hat eine Fläche von 30,89 km², von denen das „Künstlerdorf“ Dafen etwa vier einnimmt.

## Geschichte
Vor 20 Jahren noch ein armes Dorf, hat sich Dafen mittlerweile zu einer modernen Einwohnergemeinschaft Shenzhens entwickelt. Dafen wird auch „Künstlerdorf“ genannt, weil hier mehr als 10.000 Junior-Maler und 2000 talentierte Künstler in über 300 Werkstätten und mehr als 1.100 Ladengeschäften jährlich ca. fünf Millionen Gemälde in alle Welt exportieren. Dies entspricht vermutlich über 50 Prozent der weltweiten Produktion mit einem Wert von ca. knapp 30 Millionen Euro. Der überwiegende Teil besteht aus Massenfertigung bekannter Meisterwerke, meist dasselbe Motiv in großer Stückzahl.

## Huang Jiang
Den Grundstein dieses Erfolges setzte der mittlerweile über 60 Jahre alte Huang Jiang, der 1989 in Dafen die erste Werkstatt zum Kopieren bekannter Kunstwerke gründete. Geringe Miet- und Lohnkosten ermöglichten seiner Werkstatt ein sprunghaftes Wachstum.
Allerdings dauerte es nur wenige Jahre, bis einige seiner Mitarbeiter sein Modell kopierten und eigene Werkstätten eröffneten. Heute arbeiten nur noch etwa 40 Maler für ihn und erwirtschaften einige zehntausend Euro pro Jahr.

## Malen im Akkord
Um in kurzer Zeit große Stückzahlen herstellen zu können, werden diese wie am Fließband hergestellt. Jeder Maler hat eine Farbe und geht von einem Bild zum nächsten, sobald er seinen Teil erledigt hat. Produziert werden diese Kopien von Malern ohne akademische Ausbildung. Abnehmer sind überwiegend Waren- und Einrichtungsketten aus Amerika und Europa.
Mittlerweile kommen auch viele Absolventen von der besten Kunsthochschule Chinas nach Dafen. Diese kreativ arbeitenden Künstler erstellen nur wenige Bilder und kommen dennoch auf einen Monatslohn von maximal tausend Euro. Dies ist zwischen drei- und zehnmal so viel, wie ein Fließbandkopierer bekommt. Feste Löhne gibt es hier nicht, bezahlt wird nach der Anzahl der erstellten Kopien.
Für chinesische Verhältnisse reicht das damit verdiente Geld, um gut leben zu können und sogar noch ein wenig zu sparen. Ein besonderer Anreiz ist für viele Künstler auch die freie Arbeitszeiteinteilung. Pro Tag schafft ein Akkordmaler zwischen 20 und 30 Bilder.

## Rechtliche Grauzone
Obwohl es in China offiziell verboten ist, Künstler zu kopieren, die nicht mindestens 50 Jahre tot sind, kümmert sich kaum jemand darum. Für die Kopierkünstler zählt meist nur die Erfüllung eines Auftrages und die Zufriedenheit des Kunden.

## Die meistkopierten Maler
Die am häufigsten kopierten „Alten Meister“ sind Fernando Botero, William Adolphe Bouguereau, Mary Cassatt, Paul Cézanne, Marc Chagall, John Constable, Cassius Marcellus Coolidge, Salvador Dalí, Edgar Degas, Paul Gauguin, Vincent van Gogh, Edward Hopper, Gustav Klimt, Tamara de Lempicka, Leonardo da Vinci, Édouard Manet, Franz Marc, Henri Matisse, Amedeo Modigliani, Piet Mondrian, Claude Monet, Thomas Moran, Edvard Munch, Georgia O’Keeffe, Pablo Picasso, Camille Pissarro, Raffael, Rembrandt, Auguste Renoir, Alfred Sisley, Jan Vermeer, Andy Warhol und John William Waterhouse.